# Arnošt Lamprecht
Arnošt Lamprecht (ur. 19 października 1919 w Štítinie, zm. 2 maja 1985 w Brnie) – czeski językoznawca, dialektolog, fonetyk i profesor języka czeskiego.
Studiował bohemistykę i rusycystykę na Wydziale Filozoficznym Uniwersytetu Masaryka (1950 tytuł PhDr., 1955 kandydat nauk, 1957 docent, 1962 profesor języka czeskiego i dialektologii, 1970 doktor nauk).

## Publikacje
- Středoopavské nářečí, 1949
- Vývoj českého hláskosloví a tvarosloví, 1962
- Slovník středoopavského nářečí, 1963
- Vývoj mluvnického systému, 1965
- Vývoj fonologického systému českého jazyka, 1966
- Dějiny českého jazyka ve Slezsku a na Ostravsku, 1967
- Studie ze slovanské fonologie a dialektologie, 1969
- Vývoj mluvnického systému českého jazyka, 1970
- České nářeční texty, 1976
- Historický vývoj češtiny – Hláskosloví, tvarosloví, skladba, 1977
- Historická mluvnice češtiny, 1986
- Praslovanština, 1987